# Wer mich liebet, der wird mein Wort halten BWV 59
Wer mich liebet, der wird mein Wort halten (in tedesco, "Chi mi ama osserverà la mia parola") BWV 59 è una cantata di Johann Sebastian Bach.

## Storia
La cantata Wer mich liebet, der wird mein Wort halten venne composta da Bach a Lipsia nel 1723 e fu eseguita il 16 maggio dello stesso anno in occasione del giorno di pentecoste. In seguito, la cantata venne replicata il 28 maggio 1724. Il libretto è tratto dal vangelo secondo Giovanni, capitolo 14 versetto 23, per il primo movimento, da una poesia di Martin Lutero per il terzo e da testi di Erdmann Neumeister per i rimanenti.
Il tema musicale deriva dall'inno Komm, Heiliger Geist, Herre Gott, di compositore anonimo, pubblicato nel 1524.

## Struttura
La cantata è composta per soprano solista, basso solista, coro, tromba I e II, timpani, violino I e II, viola e basso continuo ed è suddivisa in quattro movimenti:
1. Duetto: Wer mich liebet, der wird mein Wort halten, per soprano, basso e orchestra.
2. Recitativo: O, was sind das vor Ehren, per soprano, archi e continuo.
3. Corale: Komm, Heiliger Geist, Herre Gott, per soprano, basso, archi e continuo.
4. Aria: Die Welt mit allen Königreichen, per basso, violino solo e continuo.